# Zausodes stammeri
Zausodes stammeri är en kräftdjursart som beskrevs av Jakobi 1954. Zausodes stammeri ingår i släktet Zausodes och familjen Harpacticidae. Inga underarter finns listade i Catalogue of Life.